# Bunkamura Prix des Deux Magots
Beim Bunkamura Prix des Deux Magots (jap. Bunkamuraドゥマゴ文学賞, Bunkamura Du Mago bungakushō) handelt es sich um das japanische Pendant zum gleichnamigen französischen Literaturpreis Prix des Deux Magots. Während das französische Original 1933 eingerichtet wurde, wurde der japanische Literaturpreis 1990 von der Bunkamura, einer Multifunktionshalle für kulturelle Veranstaltungen in Tokio geschaffen. Der Preis wird alljährlich im ersten Halbjahr für Literatur, Kritiken, Bühnenstücke oder Lyrik vergeben. Die Jury besteht aus nur einer Person, die den Preisträger bestimmt. Die Preisträger erhalten eine Urkunde, eine Schweizer Uhr und ein Preisgeld in Höhe von einer Million Yen. Auf Wunsch können die Preisträger zudem an der Verleihung des französischen Prix des Deux Magots teilnehmen.

## Preisträger

### 1991–2000
- 1991 Yamada Kōichi für Toryufō – aru eigateki jinsei (トリュフォー ―ある映画的人生―, „Truffaut - ein cineastisches Leben“)
- 1992 Mita Hideaki für Geijutsu to wa muzan na mono – hyōden Tsuruoka Masao (芸術とは無慚なもの ―評伝・鶴岡政男, „Die Kunst ist eine grausame Sache – Tsuruoka Masao[Anm. 1], eine kritische Biografie“)
- 1993 Kuze Teruhiko für Chō to Hittorā (蝶とヒットラー, „Der Schmetterling und Hitler“)
- 1994 Uchida Shungiku für Fazā fakkā (ファザーファッカー, „Father Fucker“) und Watashitachi wa hansoku shite iru (私たちは繁殖している, „Wir vermehren uns“)
- 1995 Sae Shūichi für Kōraku (黄落)
- 1996 Iijima Kōichi für Ansatsu Hyakubijin (暗殺百美人)
- 1997 Machida Kō für Kussun daikoku (くっすん大黒)
- 1998 Yahagi  Toshihiko für A ja pan (あ・じゃ・ぱん)
- 1999 Kawakami Hiromi für Kamisama (神様, „Gott“)
- 2000 Yoshimoto Banana für Furin to nanbei (不倫と南米, „Unsittlichkeit und Südamerika“)

### 2001–2010
- 2001 Horikawa Hiromichi für Hyōden Kurosawa Akira (評伝 黒澤明, „Kurosawa Akira, eine kritische Biografie“)
- 2002 Tawada Yōko für Kyūkei jikan (球形時間)
- 2003 Yonehara Mari für Origa morizōna no hangohō (オリガ・モリソヴナの反語法)
- 2004 Taguchi Kenji für Merō 1983 (メロウ1983, Mellow 1983)
- 2005 Daidō Tamaki für Kizuguchi ni wa Uokka (傷口にはウオッカ „Wodka auf die Wunde“)
- 2006 Hiramatsu Yōko für Kaenai aji (買えない味, „Geschmack kann man nicht kaufen“)
- 2007 Akasaka Norio für Okamoto Tarō no mita Nihon (岡本太郎の見た日本, „Japan mit den Augen Okamoto Tarōs“)
- 2008 Nakahara Masaya für Nakahara Masaya sakugyō nisshi 2004–2007 (中原昌也作業日誌2004－2007, „Arbeitstagebuch von Nakahara Masaya 2004–2007“)
- 2009 Hirano Keiichirō für Dōn (ドーン)
- 2010 Asabuki Mariko für Ryūseki (流跡, „Strombahn“)

### 2010–2020
- 2011 Isozaki Kenichirō für Aka no tanin no urifutatsu (赤の他人の瓜二つ)
- 2012 Kanehara Hitomi für Mothers (マザーズ, Mazāzu)
- 2013 Onda Yuuko für Yohaku no matsuri (余白の祭)
- 2014 Yamaura Haratsugu für Natseratto no otoko (ナツェラットの男)
- 2015 Takeda Tasetsu für Monkirigata shakai kotoba de komaru gendai o toihogusu (紋切型社会　言葉で固まる現代を解きほぐす)
- 2016 Nakamura Fuminori für Watashi no shōmetsu (私の消滅)
- 2017 Matsuura Hisaki für Meiyo to kōkotsu (名誉と恍惚)
- 2018 Kura Sasara für Kamisama no jūsho (神様の住所)
- 2019 Oda Mitsuo für Furuhonya sansaku (古本屋散策)
- 2020 Ishikawa Muneo für Hoteru arukadia (ホテル・アルカディア)